# Frank Giacoia
Frank Giacoia (6 luglio 1924 – 4 febbraio 1988) è stato un fumettista statunitense.
In una carriera lunga più di 40 anni, ha usato anche gli pseudonimi di Frankie Ray e Phil Zupa .

## Biografia
Studia all'High School of Art and Design di Manhattan e all'Art Students League di New York.
Entra nel mondo dei fumetti disegnando, sui testi del giovane Stan Lee, una storia di Jack Frost nel # 3 di USA Comics della Timely (gennaio 1942) in piena Golden Age. Alle chine della breve storia, il suo amico e collega Carmine Infantino, anch'egli di discendenza italiana e alla prima esperienza alla Timely (che in seguito divenne la Marvel Comics).
Come ebbe modo di dichiarare Infantino, Giacoia lasciò la scuola per accettare il lavoro proposto nientemeno che da Joe Simon, allora editor della Timely.
Curiosamente, i loro ruoli classici nel mondo dei fumetti s'invertiranno rispetto alla prima storia di Jack Frost, visto che Infantino divenne uno dei disegnatori chiave della Silver Age, mentre Giacoia si specializzò nelle chine.

## Marvel
Il contributo più celebre di Giacoia è indubbiamente stato quello alle chine di Capitan America durante il periodo iniziale di Jack Kirby alle matite.